# Glaucocharis melli
Glaucocharis melli là một loài bướm đêm trong họ Crambidae.